# تین‌آی
تین‌آی (به انگلیسی: TinEye) یک جویشگر تصویر معکوس است، به این صورت که جوینده با بارگذاری تصویر یا دادن نشانی اینترنتی آن به جویشگر، فهرستی از تصاویر همسان یا تغییریافته یا با کیفیت بالاتر را در سطح اینترنت دریافت می‌کند. به گفتهٔ وب‌گاهش، تین‌آی نخستین موتور جستجویی بوده‌است که از فناوری جستجو بر پایهٔ تصویر در سطح اینترنت استفاده کرده‌است.